# Miért éppen Alaszka?
A Miért éppen Alaszka? (eredeti cím: Northern Exposure) egy Emmy-díjas amerikai televíziósorozat, amely 1990 és 1995 között, hat évadon keresztül futott. A készítő Brand-Falsey Productionst 1991-ben és 1992-ben Peabody-díjjal jutalmazták a komikus és gyakran költői ábrázolásmódért, mellyel a sorozat egy New York-i zsidó orvos és egy kitalált kisváros, az alaszkai Cicely lakói közti kulturális ellentéteket ábrázolja; valamint a történetekért, melyek a különböző háttérrel és tapasztalatokkal rendelkező emberek egymás elfogadásáért és a békés együttélésért folytatott küzdelmeiről szólnak. A sorozat történetei meglehetősen szereplőorientáltak, többnyire a városlakók bogaras viselkedéséről, intrikáiról szólnak.
1990-ben a CBS a műsort csak egy nyolc részes nyári cseresorozatnak tervezte, ám az 1991 tavaszán hét további résszel tért vissza és a csatorna állandó sorozatává vált. Három évadon keresztül (1991-92, 1992-93, valamint 1993-94) a legnépszerűbb 20 program között tartották számon. Utolsó évadát a csatorna egy kisebb megszakítással sugározta; összesen 110 rész készült. A bevezető epizódot Daniel Attias rendezte, az egyes epizódoknak általában más-más rendezője volt.
John Leonard amerikai kritikus a Miért éppen Alaszkát az utóbbi tíz év legeslegjobb sorozatának nevezte.

## Történet
Dr. Joel Fleischmannek, a New York-i zsidó orvosnak a világ végén, Alaszkában kell dolgoznia, mert nem olvasta el az apró betűs részt a szerződésén. Egy csodálatos, különös világba kerül, ahol a kisváros minden lakója mesefigura, különc. A morcos és sértett Fleischman beleszeret ebbe a különleges világba, ahol az emberi őrület minden megnyilvánulása szeretetről, toleranciáról és tisztaságról szól.
A sorozat a Twin Peaks komor, mizantróp fantasztikumának derűs ellenképe.
A hangvétele meglehetősen intellektuális, egyes szereplők, például Chris, a rádiós, gyakran filozofál az élet mélyebb összefüggéseiről és idéz klasszikus szerzőktől. A sorozatban időnként fontos szerepet kapnak az álmok, amik valóságosnak tűnnek.

## Szereplők

### Főszereplők
- Dr. Joel Fleischman (Rob Morrow), egy fiatal New York-i zsidó orvos, akit a szerződése arra kötelez, hogy az egyetem elvégzése után négy évig Alaszkában praktizáljon, törlesztendő az állam által nyújtott anyagi támogatást. Kezdetben, a komédia középpontjában az arrogáns, nagyképű, neurotikus, nagyvárosi élethez szokott Fleischman és az őt körülvevő nyugodt, kis közösséghez szokott emberek közti ellentét áll, idővel azonban a városka egyéb lakói kerülnek előtérbe. Morrow a hatodik és egyben utolsó évad közepén elhagyta a sorozatot.
- Maggie O’Connell (Janine Turner), hivatásos pilóta és ingatlantulajdonos. Tehetős angolszász protestáns családból származik, a michigani Grosse Pointe-ból. Néha úgy érzi, átok ül rajta, mivel a korábbi barátai különféle bizarr balesetekben életüket vesztették (egyikükre például rázuhant egy légkörbe visszatérő műhold). Erős szeretet-gyűlölet kapcsolat köti Fleischmanhez.
- Maurice J. Minnifield (Barry Corbin), egykori űrhajós, a koreai háború veterán vadászpilótája, milliomos vállalkozó. A KBHR nevű helyi rádióállomás és a Cicely-i újság tulajdonosa. Emellett egy 60 négyzetkilométer kiterjedésű földbirtokkal is rendelkezik. Elhatározta hogy gyógyüdülőhellyé, illetve turistaparadicsommá alakítva felvirágoztatja a kisvárost, „az alaszkai riviéra csücskét”. Dr. Fleischman az ő közbenjárására került a településre, melynek korábban nem volt állandó orvosa.
- Holling Gustav Vincoeur (John Cullum), a Tégla (The Brick) nevű kocsma és étterem tulajdonosa. A kanadai Québecben született egy nemesi család sarjaként (XIV. Lajos francia király leszármazottja), de igyekszik elhatárolódni tisztességtelen és önkényeskedő rokonaitól és őseitől. Apja és nagyapja egyaránt több mint 100 évet éltek, így a 60-as éveiben járó Holling is hosszú és egészséges életre számít. Megözvegyült felmenőihez hasonlóan ő is egy nála sokkal fiatalabb nőt készül feleségül venni,[5] a fiatal Shellyt, aki elhagyta Maurice-t nem sokkal az után, hogy a volt űrhajós oldalán a városba érkezett. Ez az eset két évre megszakította a két férfi barátságát. Holling 23 éven át volt Cicely polgármestere, míg végül Edna Hancock, aki pusztán irigységből indult ellene, legyőzte a választásokon. Korábban szenvedélyesen vadászott, de felhagyott hobbijával és a szabadidejét inkább természetfotók készítésével tölti, Ruth-Anne társaságában.
- Chris Stevens (John Corbett) A KBHR rádió lemezlovasa, Minnifield alkalmazottja. Reggeli zenés műsorát többnyire az élet természetéről szóló töprengéseivel és irodalmi művekből történő felolvasásokkal színesíti. Kedvenc szerzői közé tartozik Walt Whitman, William Shakespeare, Lev Tolsztoj, Carl Jung és Maurice Sendak. Korábban, családtagjaihoz és felmenőihez hasonlóan, kisstílű bűnöző volt, személyisége azonban teljesen megváltozott egy több éves börtönbüntetés során. Egy, a Rolling Stone magazinban talált hirdetésre jelentkezve lett Cicely lelkésze.
- Shelly Tambo (Cynthia Geary), a Saskatchewanből származó egykori szépségkirálynő, a Miss Északnyugati Átjáró cím nyertese, Maurice barátnőjeként érkezett Cicelybe, aki feleségül akarta venni a lányt. Shelly azonban hamarosan beleszeretett a nála jóval idősebb Holling Vincoeurbe annak ellenére, hogy már korábban összeházasodott egy régi osztálytársával, a hokijátékos Wayne Jonesszal (Brandon Douglas). Miután elvált Jonestól hamar hozzámenne Hollinghoz.
- Ed Chigliak (Darren E. Burrows) egy kedves és barátságos félvér alaszkai indián, akit csecsemőként a környékbeliek találtak meg és neveltek fel. Részmunkaidőben dolgozik Maurice-nál és Ruth-Anne vegyesboltjában. Nagy filmrajongó, a filmekből tanult szinte mindent, amit az életről és a külvilágról tud. Filmrendező szeretne lenni. Nagy hatással van rá Woody Allen és Federico Fellini, akikkel (ahogy több más híres rendezővel) levelezni is szokott. Saját filmet forgat Cicely életéről. Az indián gyógyító, Leonard Quinhagak (Graham Greene) segítségével felfedezi, hogy különleges képességgel rendelkezik, amely alkalmassá teszi arra, hogy sámánná váljon. Leonard a későbbiekben mentoraként segíti Edet felkészülésében az új hivatására. Időnként szellemek látogatják meg. Egyikük Várakozó, aki spirituális vezetőként segíti, másikuk pedig személyes démonja, A Zöld Manó, az önértékelési zavar és az önbizalomhiány manifesztációja.
- Ruth-Anne Miller (Peg Phillips) a vegyesbolt vezetője. A hetvenes éveiben járó özvegy Ruth-Anne egyedül él, mígnem összeköltözik Walt Kupferrel a nyugdíjas tőzsdeügynökkel.
- Forgószél Marilyn (Elaine Miles) Fleischman sztoikus, hallgatag indián asszisztense.

Az utolsó évadban két új állandó szereplő mutatkozik be:
- Phil Capra (Paul Provenza) Fleischman távozása után lesz a település orvosa. A Los Angelesből érkezett Capra szívélyesebb elődjénél, de ugyanakkor boldogtalanabb is. Provenza-t eredetileg Fleischman szerepére kívánták szerződtetni,[6] kettejük különbségét pedig egy frizuraváltozással akarták magyarázni (Maggie O'Connell egy jelenetben megjegyezte volna, hogy jól áll Joel haja). A későbbiekben azonban elvetették ezt az ötletet, hogy ne idegenítsék el a sorozattól Morrow rajongóit.
- Michelle Schowdowski Capra (Teri Polo) Phil felesége. Újságíróként dolgozik Minnifield lapjánál, de miután úgy érzi, hogy a tulajdonos túl nagy nyomást gyakorol rá, beáll felszolgálónak a Téglába. Időnként látomásai vannak Fleischman rabbijáról, Schulmanról.

### Visszatérő szereplők
- Lester Haines (Apesanahkwat) a tundra ötödik leggazdagabb embere és egyben a leggazdagabb, Maurice riválisa. Ő Heather Haines apja, akivel Ed Chigliak egyszer futó viszonyba keveredik.
- Adam, a szakács (Adam Arkin) egy arrogáns és durva modorú, ápolatlan, embergyűlölő főszakács, aki egykor feltehetően a CIA-nál dolgozott, ami magyarázattal szolgálhat arra, hogy miért él rejtőzködve, illetve hogy honnan tud annyi mindent a környékbeliekről. A szereplő először csak egyfajta nagylábúszerű mitikus figuraként tűnik fel, akiről a helybéliek történeteket mesélnek, később azonban néha megjelenik Cicelyben, ahol mindenkit elkápráztat főzőtudományával.
- Bernard Stevens (Richard Cummings Jr.) Chris féltestvére és spirituális hasonmása. Viszonyuk túllép a féltestvéri kapcsolaton, mivel osztoznak álmaikon, érzéseiken és gondolataikon. Ugyanabban az évben és ugyanazon a napon születtek különböző anyától (Bernard anyja afroamerikai), apjuknak ugyanis titokban két családja volt, amire a haláláig nem derült fény. Bármennyire közel is állnak egymáshoz, egyvalamiben gyökeresen eltér a személyiségük; a könyvelőként dolgozó Bernard nem rendelkezik bűnözői hajlammal.
- Barbara Semanski őrmester (Diane Delano) egy alaszkai lovasrendőr, aki rajong a fegyverekért. Maurice Minnifield megpróbálja meghódítani, de rövid idő múlva kénytelen rájönni, hogy nem illenek össze, mivel a nőnek mindennél fontosabb a hivatása, és nem bocsátja meg, amikor kiderül, hogy Maurice nem tiszteli a törvényt.
- Mike Monroe (Anthony Edwards) egy hiperallergiás ügyvéd, akit a városba érkezésekor „A Buborékos” néven emlegetnek. Azért költözik Alaszkába, hogy elmeneküljön a légszennyezettség elől, ami miatt többszörös kémiai túlérzékenység alakult ki nála. Maggie O’Connellt lenyűgözi, hogy Mike milyen bátran küzd meg a betegségével, és arra biztatja, hogy járjon ki gyakrabban hermetikusan lezárt házából. Bár Maggie félti Mike-ot az őt üldöző átoktól, mégis beleszeret a férfiba, aki rövidesen meggyógyul, és úgy dönt, elhagyja Cicelyt, hogy a Greenpeace tagjaként világszerte harcoljon a környezetszennyezés ellen.
- Richard Pederson (Grant Goodeve) Maggie O’Connell barátja az első két évadban. A második évad végén meghal, amikor táborozás közben egy légkörbe visszatérő műhold rázuhan. Halála után derül ki, hogy megrögzött nőcsábász volt, aki nők százaival csalta meg Maggie-t.
- Leonard Quinhagak (Graham Greene) indián gyógyító és Ed mentora.
- Eve (Valerie Mahaffey) Adam hipochonder felesége és egy milliomos wolframbányász család örököse. Mahaffey 1992-ben Emmy-díjat nyert alakításáért. A házaspár az év egyik felében a világban utazgat, a másik felében pedig szinte remeteként él egy Cicely közelében álló kunyhóban. A negyedik évad idején gyermekük születik.
- Earl, a fodrász (Jerry Morris). Morris a sorozatban látható fodrászüzlet valódi tulajdonosa.
- Walter ’Walt’ Kupfer (Moultrie Patten) egy faragatlan, de barátságos prémvadász és egykori tőzsdeügynök, aki vonzódik Ruth-Anne Millerhez.
- Várakozó (Floyd Westerman) egy régóta halott indián törzsfőnök szelleme, Ed Chigliak spirituális vezetője.
- Dave (William J. White) a Tégla indián szakácsa. A korai epizódokban ritkán szólal meg, a későbbiekben azonban már gyakrabban beszélget, főként Hollinggal és Shellyvel.
- Caldecott E. Ingram (Simon Templeman) hegedűművész, akit Maurice egy ritka Guarneri hegedű kipróbálására fogad fel. Calt a hangszer annyira rabul ejti, hogy teljesen elveszti az eszét, és megpróbálja megölni Maurice-t. Többször megszökik az állami elmegyógyintézetből.
- Schulman rabbi (Jerry Adler) Joel New York-i rabbija, aki időnként megmagyarázhatatlan módon feltűnik Joel „látomásaiban”.

### Vendégsztárok
- Jo Anderson alakítja Roslyn és Jane Harrist.
- Adam Ant, brit popsztár, Brad Bonner megformálója. Brad, egy heavy metal zenekar gitáros énekese, a negyedik évad „Hősök” című részében, az olaszországi Szicília helyett kerül Cicelybe.
- Elya Baskin Nyikolajként látható, a második évad „Háború és béke” című részében.
- Jack Black játssza Kevin Wilkinst, a cicely-i gimnázium háromfős végzős osztályának egyik diákját.
- David Hemmings Viktor Bobrov néven egy volt orosz kémet alakít a 4. évad 9. részében, melyben megzsarolja Maurice-t a KGB-től elhozott aktájával, ami bizonyítékot tartalmaz arra vonatkozóan, hogy az űrhajós titkos információkat árult el egy orosz ügynöknőnek.
- Bill Irwin Enrico Ballati, a cirkuszi repülő ember szerepében tűnik fel. Ő Marilyn udvarlója. Irwin mimikai és fizikai komikusi képességeiről ismert. Karaktere szinte sosem beszél, inkább kézjelek és testbeszéd segítségével kommunikál.
- Mickey Jones Tooleyt játssza a negyedik évad „Hősök” című részében.
- James Marsters londinerként és Harding atyaként (az O'Connell család barátjaként) látható a sorozatban.
- Yvonne Suhor játssza Cicelyt, Roslyn leszbikus partnerét a harmadik évad „Cicely” című részében. Az ő karaktere a város névadója.

## Epizódok
| Évad | Évad | Epizódok | Eredeti sugárzás     | Eredeti sugárzás    | Eredeti adó | Magyar sugárzás   | Magyar sugárzás     | Első magyar adó                                                           |
| Évad | Évad | Epizódok | Évadpremier          | Évadfinálé          | Eredeti adó | Évadpremier       | Évadfinálé          | Első magyar adó                                                           |
| ---- | ---- | -------- | -------------------- | ------------------- | ----------- | ----------------- | ------------------- | ------------------------------------------------------------------------- |
|      | 1    | 8        | 1990. július 12.     | 1990. augusztus 30. | CBS         | 1994. október 25  | 1994. december 13   | MTV1                                                                      |
|      | 2    | 7        | 1991. április 8.     | 1991. május 20.     | CBS         | 1994. december 20 | 1995. január 31     | MTV1                                                                      |
|      | 3    | 23       | 1991. szeptember 23. | 1992. május 18.     | CBS         | 1995. február 7.  | 1999. március 27    | MTV1 (1-8., 9, 11,12, 14, 15,17,18. rész) TV2 (7, 10,13, 16, 19-23. rész) |
|      | 4    | 25       | 1992. szeptember 28. | 1993. május 24.     | CBS         | 1999. április 3   | 1999. szeptember 4. | TV2                                                                       |
|      | 5    | 24       | 1993. szeptember 20. | 1994. május 23.     | CBS         | 2008. május 21    | 2008. június 23     | Viasat3                                                                   |
|      | 6    | 23       | 1994. szeptember 19. | 1995. július 26.    | CBS         | 2008. június 24   | 2008. július 24     | Viasat3                                                                   |

## A sorozat vége
Egyrészt David Chase növekvő negatív befolyásának hatására, másrészt a CBS csatorna időpont-változtatásainak köszönhetően [forrás?] (melynek fő iránya egy a fiatalok számára is programokat kínáló modell volt), 1994-95 tájára a sorozat népszerűsége mélypontra jutott. A sokszor megmagyarázatlan és teljességgel logikátlan változások a karakterek jellemében, a Fleischman szolgálati idejével kapcsolatos konfliktusok csökkenése, végül pedig maga Morrow távozása oda vezettek, hogy a műsor nézettsége zuhanni kezdett.
Az eredeti elképzelés szerint a Miért éppen Alaszka? középpontjában az Alaszkában „partravetett hal”-ként szenvedő Joel Fleischman beilleszkedési problémái és Maggie O'Connellel való szeretet-gyűlölet kapcsolata állt volna. Ezen irányelvet követve Morrow a sorozat legjobban fizetett színészévé és gyakorlatilag a show sztárjává vált.
Két előre nem tervezett eseménynek köszönhetően a sorozat nagy nézettségre tett szert, és az olyan, egyre fontosabbá váló mellékszereplők, mint például Chris, Ed, Holling, Shelly és Ruth-Anne (majd a későbbiekben feltűnő Adam és Eve, Barbara Semanski, valamint Bernard), aláásták Morrow sztár státuszát, mialatt a műsor népszerűsége rekord szintet ért el.
Ezt követően Morrow és képviselői lobbizni kezdtek azért, hogy a színész a 4. és 5. évadra jobb szerződést kapjon, miközben időnként azzal fenyegetőztek, hogy elhagyja a sorozatot. A producerek válaszul csökkentették Fleischman szerepét és olyan új karaktereket vezettek be, mint Mike Monroe (4. évad) illetve Dr. Phil Capra (6. évad) hogy részlegesen kompenzálják Morrow hiányát. Morrow szereplésének csökkentésével azonban több, Joel karakteréhez kapcsolódó történeti szál logikus megoldása gyakorlatilag lehetetlenné vált.

## A forgatás
Cicelyt egy létező alaszkai városról, Talkeetna-ról mintázták, ám a főutcán játszódó jelenetek színhelyéül a Washington állambeli Roslyn szolgált, ahol a Tégla eredetije is megtalálható. Az 1990-es évek közepe táján évente egyszer itt kezdtek összegyűlni a sorozat rajongói. Az összejövetelt 2004 óta Moosefest-nek (Jávorszarvasünnep) nevezik, és a hagyomány szerint július utolsó hétvégéjén rendezik meg, általában az egykori stábtagok részvételével.
A Miért éppen Alaszka? előtt Joshua Brand és John Falsey együtt készítették el a népszerű St. Elsewhere című tévésorozatot. A műsor producere és írója David Chase pedig a későbbiekben olyan nagy sikerű sorozatokat indított el, mint a Maffiózók.
A The Northern Exposure Book (A Miért éppen Alaszka? könyv) szerint a főcímben látható jávorszarvas neve Mort és a Washington State University vadon befogott csordájából választották ki. Mort árvaként érkezett Alaszkából és cumisüvegből táplálva nevelték fel. A főcím jelenet leforgatásához Roslyn egy részét elkerítették, és az ott eleresztett szarvast banánnal és fűzfalevelekkel csalogatták körbe. Mort munkáját 5000 dollárral jutalmazták, mivel „ő volt az egyetlen dolgozó jávorszarvas a filmiparban”.

## Bakik a sorozatban
A sorozatban többször is megemlítik, hogy Cicely Arrowhead megyében, illetve Arrowhead megye körzetében található, a valóságban azonban Alaszka nem megyékre, hanem körzetekre tagolódik.
A látogatók útbaigazításához megemlítik, hogy a főutca az autópályáig vezet, Alaszkában azonban nincsenek számozott autópályák, bár néhány utat pénzügyi okokból autópályának neveztek ki, csak néhány kettőnél több sávos útvonal van az egész államban.
Az egyik részben Ed alaszkai kígyókról beszél, ám a térségben természetes körülmények között nem élnek kígyók.

## Díjak és jelölések
A sorozatot több mint ötvenszer jelölték Emmy-díjra és számos alkalommal Golden Globe-ra. Emellett 1991-ben és 1992-ben Joshua Brand és John Falsey kétszer kapott Peabody-díjat, másodízben megosztva a CBS-szel és a Finnegan-Pinchuk Companyvel.
A sorozat többek között az alábbi eredményeket érte el:
- Emmy-díj (1992), Joshua Brand és John Falsey, a legjobb dráma sorozat.
- Emmy-díj (1992), Valerie Mahaffey, a legjobb női epizódszereplő dráma sorozatban.
- Emmy-díj (1992), Andrew Schneider és Diane Frolov, „Seoul Mates” című epizód, a legjobb forgatókönyv dráma sorozatban.
- Golden Globe (1993), a legjobb dráma sorozat.
- Golden Globe (1994), a legjobb dráma sorozat.
- Directors Guild Award (1993), „Cicely” című epizód, a legjobb rendezés dráma sorozatban.
- Golden Globe-jelölés (1994), Rob Morrow, a legjobb színész dráma sorozatban.
- Golden Globe-jelölés (1994), Janine Turner, a legjobb színésznő dráma sorozatban.
- Golden Globe-jelölés (1994), a legjobb dráma sorozat.
- Emmy-jelölés (1994), a legjobb dráma sorozat
- Emmy-jelölés (1994), Barry Corbin, a legjobb férfi epizódszereplő dráma sorozatban
- Golden Globe-jelölés (1993), Rob Morrow, a legjobb színész dráma sorozatban
- Golden Globe-jelölés (1993), Janine Turner, a legjobb színésznő dráma sorozatban

Összesen 2 Golden Globe-díj, 8 Golden Globe-jelölés, 2 Emmy-díj, 13 Emmy-jelölés.

## A sorozat Magyarországon
A sorozatot elsőként 1994-ben a Magyar Televízió tűzte műsorára, és bár nagy népszerűségnek örvendett, csak az első három évadot vásárolták meg, melyből az első kettő és a harmadik első része került adásba. 1998-ban a TV2-n volt újra megtekinthető (az első négy évad), majd 2008 februárjában a Viasat3-on tűnt fel ismét, ahol egy kivétellel az összes részt megismételték (egy zenével kapcsolatos szerzői jogi vita miatt az 1. évad 4. epizódja nem volt látható) és adásba került az ötödik, majd a hatodik évad is.
A főszereplők magyar hangjai:
- Rob Morrow – Zalán János (1-4. évad), Dányi Krisztián (5-6. évad)
- Janine Turner – Balázs Ági
- Barry Corbin – Papp János (1-4. évad), Orosz István (5-6. évad)
- John Cullum – Cs. Németh Lajos
- John Corbett – Laklóth Aladár
- Cynthia Geary – Létay Dóra (1-3. évad), Simorjai Emese (4-6. évad)
- Darren E. Burrows – Horváth Zoltán (1-4. évad), Bartucz Attila (5-6. évad)
- Peg Phillips – Kóti Katalin (1-4. évad), Halász Aranka (5-6. évad)
- Elaine Miles – Andai Katalin

## DVD kiadások
A Universal Studios Home Entertainment által megjelentetett DVD kiadványok vitákat váltottak ki a rajongók körében, részben magas áraik miatt, részben pedig azért, mert a sorozatban hallható zenéken számos változtatást eszközöltek a költségek csökkentése érdekében. Az első évad az eredeti zenékkel jelent meg, de a magas zenei licencdíjak miatt 60 dolláros áron került forgalomba. A további évadoknál a zenéket lecserélték az ár csökkentése érdekében. Az első két évadot a későbbiekben együtt újra megjelentették, a továbbiakkal megegyező csomagolásban.

### Magyar DVD kiadások
| A kiadvány címe               | Megjelenés dátuma    | Egyéb információ |
| ----------------------------- | -------------------- | ---------------- |
| Miért éppen Alaszka – 1. évad | 2008. július 15.     | 2 DVD            |
| Miért éppen Alaszka – 2. évad | 2008. szeptember 23. | 2 DVD            |
| Miért éppen Alaszka – 3. évad | 2008. november 18.   | 6 DVD            |
| Miért éppen Alaszka – 4. évad | 2009. február 17.    | 6 DVD            |
| Miért éppen Alaszka – 5. évad | 2009. szeptember 17. | 6 DVD            |

## Lásd még
- St. Elsewhere, Joshua Brand és John Falsey hasonló elképzelésből született orvosi dráma sorozata.
- Fraser és a farkas, egy dráma-vígjáték sorozat, amely többféle szempontból is a Miért éppen Alaszka? ellentéte.
- Everwood, drámasorozat egy New York City-ből egy kis hegyi közösségbe kerülő orvosról.
- A férfi fán terem, a legújabb tévésorozat, amely hasonlít a Miért éppen Alaszkára.

### Magyar nyelven
- Miért éppen Alaszka? a PORT.hu-n (magyarul)
- filmhu – a magyar moziportál – Miért éppen Alaszka?. (Hozzáférés: 2008. június 4.)
- Miért éppen Alaszka? – Index Fórum. (Hozzáférés: 2008. május 21.)
- Élet Alaszkán kívül. (Hozzáférés: 2008. május 21.)
- Tévéfotel blog[halott link]

### Angol nyelven
- Norhern Exposure Archives – Moosechick's Notes. (Hozzáférés: 2008. május 21.)
- Northern Exposure DVDs. [2008. május 15-i dátummal az eredetiből archiválva]. (Hozzáférés: 2008. május 21.)
- Kimiye's home Page (Northern Exposure). [2008. május 9-i dátummal az eredetiből archiválva]. (Hozzáférés: 2008. május 21.)
- Miért éppen Alaszka? az Internet Movie Database oldalon (angolul)
- Norhern Exposure Intro – YouTube. (Hozzáférés: 2008. május 21.)